# La chica en la chimenea
La chica en la chimenea (The Girl in the Fireplace) es el cuarto episodio de la segunda temporada moderna de la serie británica de ciencia ficción Doctor Who, emitido originalmente el 6 de mayo de 2006. Fue nominado para un premio Nébula y ganó el premio Hugo 2007 a la mejor presentación dramática en forma corta.

## Argumento
La TARDIS se materializa en lo que parece una nave espacial a la deriva en el espacio. El Décimo Doctor, Rose Tyler y Mickey Smith exploran la nave y les sorprende encontrar una chimenea del siglo XVIII. Cuando mira a través de la chimenea, el Doctor ve una niña pequeña y le pregunta quién es. Ella contesta que se llama Reinette y que vive en París en el año 1727. El Doctor deduce que la chimenea es una ventana temporal, un dispositivo que le permite acceso directo a otro lugar y tiempo. El Doctor atraviesa la ventana temporal y llega al dormitorio de Reinette, sólo para descubrir que han pasado meses. El Doctor descubre entonces un humanoide que hace tic-tac con ropas del siglo XVIII y una máscara, que se esconde debajo de la cama de Reinette. El Doctor engaña a la criatura para que le siga por la chimenea hasta la nave, donde sus acompañantes y él descubren que se trata de un androide mecánico. El androide se teletransporta, y el Doctor avisa a Mickey y Rose de que no vayan a buscarlo. Mientras Rose y Mickey se arman, el Doctor vuelve al dormitorio de Reinette, y descubre que ahora es una joven mujer. Ella flirtea con el Doctor y le besa, pero entonces se ve obligada a marcharse para responder a una llamada. El Doctor se da cuenta de que ella es Madame de Pompadour, la amante del rey Luis XV de Francia...

### Continuidad
Aunque el episodio parece tener lugar inmediatamente después que el anterior, Reunión escolar, Moffat cuenta en los comentarios del DVD que cuando escribió el episodio aún no había leído el final de Reunión escolar, de ahí que Rose no siguiera con la animosidad contra Mickey después de que este se uniera a la TARDIS. Tras leer la mente del Doctor, Reinette dice "¿Doctor quién?", referencia tanto al título de la serie como al longevo misterio sobre el verdadero nombre del Doctor. También dice que es "más que un simple secreto", pero no lo desarrolla más. Moffat explica que añadió el diálogo porque piensa que, ya que el Doctor no le dice su nombre ni a sus acompañantes más cercanos, debe haber algún "horrible secreto" acerca de él. Moffat también explica que no incluyó la palabra "Torchwood" (el arco argumental de la temporada) en el guion porque Davies no le pidió que lo hiciera.

## Producción

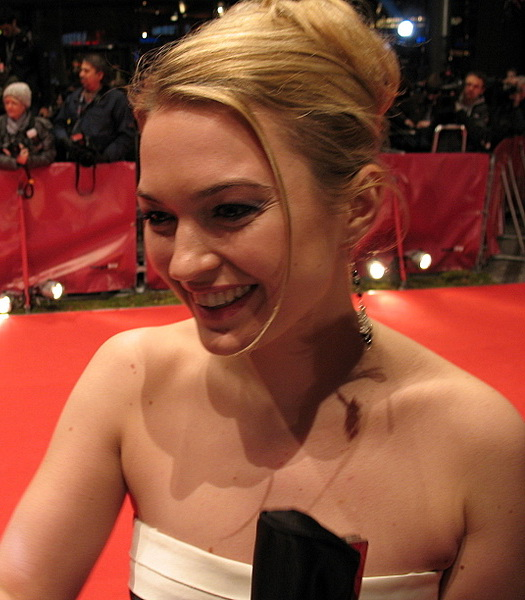
La actriz Sophia Myles apareció en el episodio como Madame de Pompadour.

En 2004, Russell T Davies, productor ejecutivo de Doctor Who, era responsable de Casanova, un serial ambientado en el siglo XVIII, y durante su investigación se vio atrapado por Madame de Pompadour, y quiso incluirla en una historia en la que también apareciera El Turco, un hombre mecánico que jugaba al ajedrez en la misma época (que después se reveló era una estafa). A principios de 2005, Moffat, que ya había escrito para la serie El niño vacío y El Doctor baila, recibió el encargo de escribir la historia. Después asignaron a Euros Lyn como director. Sophia Myles dijo en una entrevista para Doctor Who Confidential que no tuvo que hacer ninguna audición para el papel de Madame de Pompadur, simplemente se lo ofrecieron.
En una entrevista para The Independent, Russell T Davies describió como "prácticamente una historia de amor para el Doctor... Es muy discreto, está realizado con belleza, pero aun así es un Señor del Tiempo enamorándose y la reacción de Rose al verle enamorarse de otra". Moffat se inspiró en la novela de Audrey Niffenegger La mujer del viajero en el tiempo, aunque el episodio acabó estructuralmente diferente a la novela. Durante la producción, Moffat consideró como título para el episodio Madame de Pompadur, Every Tick of My Heart (Cada palpitar de mi corazón), Reinette and the Lonely Angel (Reinette y el ángel solitario) y Loose Connection (Conexión suelta). Originalmente iba a ser el segundo episodio de la temporada, pero cuando Davies se dio cuenta de lo experimental que había resultado en manos de Moffat, decidió retrasarlo al cuarto episodio, entre Reunión escolar y La ascensión de los Cybermen.
Mientras Moffat estaba creando los autómatas mecánicos, al principio decidió ocultar su cara con pelucas, pero cuando el productor Phil Collinson dijo que esto limitaría demasiado los ángulos de cámara y podría tener un efecto cómico, se le dio a las criaturas máscaras de carnaval en su lugar. El diseño final de los androides es obra de Neill Gorton, de Millenium Effects, y fueron construidos por Richard Darwen y Gustav Hoegan.

## Emisión y recepción
La medición final de audiencia del episodio fue de 7,90 millones, el decimotercer programa más visto de la semana en BBC One, y tuvo un índice de apreciación de 84, considerado "excelente". El guion fue nominado al premio Nébula 2006, y ganó el premio Hugo 2007 a la mejor presentación dramática en forma corta.
Escribiendo para IGN, Ahsan Haque alabó la interpretación de Tennant y Myles, el "excelente" ritmo del episodio, la historia "extremadamente emotiva", y dijo que con un poco más de atención a los detalles temporales, "este episodio podría haber sido considerado como uno de los grandes momentos de la serie". En particular, Haque quería que los guionistas hubieran dado una explicación más precisa sobre por qué el Doctor no podía usar la TARDIS para ir a ver a Madame Pompadour antes de su muerte. Metro calificó a los hombres mecánicos como "de los villanos más memorables", mientras Daniel Martin de The Guardian dijo que La chica en la chimenea es uno de los episodios más aclamados de la "era Davies".
Ross Ruediger de Slant Magazine comentó que probablemente es "el logro más importante" de la segunda temporada de Doctor Who. Ruediger lo describió como un episodio "para el nuevo milenio" ya que pensó que "nunca hubiera podido existir en el marco de la serie clásica". A pesar de ello lo nombró "pieza provocadora de pensamientos", y también dijo que episodios como este no se podían emitir todas las semanas, ya que "demandarían demasiado del cerebro del espectador medio". Matt Wales de IGN nombró La chica en la chimenea el tercer mejor episodio de Tennant en Doctor Who, añadiendo que es "una de las aventuras más emotivas de Doctor Who".